# Trnovo (Sarajevo kanton)

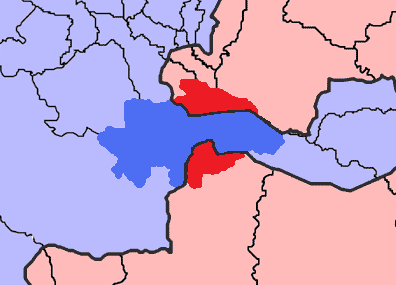
Trnovo (FBiH) i blått, Trnovo (RS) i rött

Trnovo är en av de nio kommunerna i Sarajevo kanton i Bosnien och Hercegovina. Staden ligger 30 km från Sarajevo. År 1995 delade man staden i två delar enligt Daytonavtalet. En större del gick till Federationen Bosnien och Hercegovina och en mindre del gick till Republika Srpska.

## Demografi 2013
- Bosniaker: 95,4%
- Serber: 4,6%

## Turism
Berget Bjelašnica är lokaliserad i Trnovos kommun. Bjelašnica är en populär destination för skidåkning.